# 세계 인구 예측들
유엔은 2100년까지 세계 인구가 멈추지 않고 계속 증가할 것으로 전망하지만, 그보다 더 일찍 인구가 정점을 찍고 감소로 돌아설 것이라는 다른 연구들도 있다. 세계 인구에 대한 예측들은 주로 출산율, 기대수명 등이 큰 변화요인이 된다.

## 유엔의 예측
| 연도 | 인구           |
| ---- | -------------- |
| 2025 | 8,231,613,070  |
| 2026 | 8,285,472,645  |
| 2027 | 8,334,078,318  |
| 2028 | 8,405,863,301  |
| 2029 | 8,477,660,723  |
| 2030 | 8,548,487,371  |
| 2031 | 8,618,349,454  |
| 2032 | 8,687,227,873  |
| 2033 | 8,755,083,512  |
| 2034 | 8,821,862,705  |
| 2035 | 8,887,524,229  |
| 2036 | 8,952,048,885  |
| 2037 | 9,015,437,616  |
| 2038 | 9,077,693,645  |
| 2039 | 9,138,828,562  |
| 2040 | 9,198,847,382  |
| 2041 | 9,257,745,483  |
| 2042 | 9,315,508,153  |
| 2043 | 9,372,118,247  |
| 2044 | 9,427,555,382  |
| 2045 | 9,481,803,272  |
| 2046 | 9,534,854,673  |
| 2047 | 9,586,707,749  |
| 2048 | 9,637,357,320  |
| 2049 | 9,686,800,146  |
| 2050 | 9,735,033,900  |
| 2051 | 9,782,061,758  |
| 2052 | 9,827,885,441  |
| 2053 | 9,872,501,562  |
| 2054 | 9,915,905,251  |
| 2055 | 9,958,098,746  |
| 2056 | 9,999,085,167  |
| 2057 | 10,038,881,262 |
| 2058 | 10,077,518,080 |
| 2059 | 10,115,036,360 |
| 2060 | 10,151,469,683 |
| 2061 | 10,186,837,209 |
| 2062 | 10,221,149,040 |
| 2063 | 10,254,419,004 |
| 2064 | 10,286,658,354 |
| 2065 | 10,317,879,315 |
| 2066 | 10,348,098,079 |
| 2067 | 10,377,330,830 |
| 2068 | 10,405,590,532 |
| 2069 | 10,432,889,136 |
| 2070 | 10,459,239,501 |
| 2071 | 10,484,654,858 |
| 2072 | 10,509,150,402 |
| 2073 | 10,532,742,861 |
| 2074 | 10,555,450,003 |
| 2075 | 10,577,288,195 |
| 2076 | 10,598,274,172 |
| 2077 | 10,618,420,909 |
| 2078 | 10,637,736,819 |
| 2079 | 10,656,228,233 |
| 2080 | 10,673,904,454 |
| 2081 | 10,690,773,335 |
| 2082 | 10,706,852,426 |
| 2083 | 10,722,171,375 |
| 2084 | 10,736,765,444 |
| 2085 | 10,750,662,353 |
| 2086 | 10,763,874,023 |
| 2087 | 10,776,402,019 |
| 2088 | 10,788,248,948 |
| 2089 | 10,799,413,366 |
| 2090 | 10,809,892,303 |
| 2091 | 10,819,682,643 |
| 2092 | 10,828,780,959 |
| 2093 | 10,837,182,077 |
| 2094 | 10,844,878,798 |
| 2095 | 10,851,860,145 |
| 2096 | 10,858,111,587 |
| 2097 | 10,863,614,776 |
| 2098 | 10,868,347,636 |
| 2099 | 10,872,284,134 |
| 2100 | 10,875,393,719 |
| 2101 | 10,877,000,004 |
| 2102 | 10,877,008,846 |

2019년 6월, 유엔 인구 기금이 공표한 '세계 인구 전망 2019'에 따르면, 전 세계 인구는 중위 추계를 기준으로, 2100년까지 연속 증가해 109억 명에 달할 것으로 예측하였다. 그러나 지역별로는 유럽은 2022년부터, 아시아는 2057년부터, 라틴 아메리카 및 카리브해는 2059년부터 인구가 감소하기 시작하며, 나머지 지역인 아프리카, 북아메리카, 오세아니아는 계속 증가할 것으로 전망했다.
| 지역/연도                 | 1950           | 2020           | 2050           | 2080            | 2100            |
| 아프리카                  | 2억 2779만 명  | 13억 4059만 명 | 22억 8385만 명 | 36억 8057만 명  | 42억 8012만 명  |
| 아시아                    | 14억 490만 명  | 46억 4105만 명 | 52억 9026만 명 | 50억 6851만 명  | 47억 1990만 명  |
| 유럽                      | 5억 4932만 명  | 7억 4763만 명  | 7억 1048만 명  | 6억 4958만 명   | 6억 2956만 명   |
| 라틴 아메리카 및 카리브해 | 1억 6882만 명  | 6억 5396만 명  | 7억 6243만 명  | 7억 3862만 명   | 6억 7999만 명   |
| 북아메리카                | 1억 7260만 명  | 3억 6887만 명  | 4억 2520만 명  | 4억 6763만 명   | 4억 9088만 명   |
| 오세아니아                | 1297만 명      | 4267만 명      | 5737만 명      | 6897만 명       | 7491만 명       |
| 전 세계                   | 25억 3643만 명 | 77억 9479만 명 | 97억 3503만 명 | 106억 7390만 명 | 108억 7539만 명 |

21세기 말에 이르러서는 인구 증가율이 0에 가까워 사실상 정점에 다다를 것으로 예측하였다. 다음은 지역별 인구 성장률이다.
| 지역                      | 2020–25 | 2045–50 | 2095–2100 |
| ------------------------- | ------- | ------- | --------- |
| 아프리카                  | 2.37    | 1.74    | 0.61      |
| 아시아                    | 0.77    | 0.14    | −0.39     |
| 유럽                      | −0.05   | −0.26   | −0.14     |
| 라틴 아메리카 및 카리브해 | 0.84    | 0.21    | −0.46     |
| 북아메리카                | 0.59    | 0.38    | 0.25      |
| 오세아니아                | 1.21    | 0.80    | 0.37      |
| 전 세계                   | 0.98    | 0.53    | 0.04      |

또, 2027년 인도가 중국을 제치고 인구가 가장 많은 국가가 될 것으로 예측하였다. 다음은 상위 인구 10개국이다.
|      | 1990                       | 2019                       | 2050                             | 2100                             |
| 1위  | 중국 (11억 7770만 명)      | 중국 (14억 3400만 명)      | 인도 (16억 3900만 명)            | 인도 (14억 5000만 명)            |
| 2위  | 인도 (8억 7300만 명)       | 인도 (13억 6600만 명)      | 중국 (14억 200만 명)             | 중국 (10억 6500만 명)            |
| 3위  | 미국 (2억 5200만 명)       | 미국 (3억 2900만 명)       | 나이지리아 (4억 100만 명)        | 나이지리아 (7억 3300만 명)       |
| 4위  | 인도네시아 (1억 8100만 명) | 인도네시아 (2억 7100만 명) | 미국 (3억 7900만 명)             | 미국 (4억 3400만 명)             |
| 5위  | 브라질 (1억 4900만 명)     | 파키스탄 (2억 1700만 명)   | 파키스탄 (3억 3800만 명)         | 파키스탄 (4억 300만 명)          |
| 6위  | 러시아 (1억 4800만 명)     | 브라질 (2억 1100만 명)     | 인도네시아 (3억 3100만 명)       | 콩고 민주 공화국 (3억 6200만 명) |
| 7위  | 일본 (1억 2500만 명)       | 나이지리아 (2억 100만 명)  | 브라질 (2억 2900만 명)           | 인도네시아 (3억 2100만 명)       |
| 8위  | 파키스탄 (1억 800만 명)    | 방글라데시 (1억 6300만 명) | 에티오피아 (2억 500만 명)        | 에티오피아 (2억 9400만 명)       |
| 9위  | 방글라데시 (1억 300만 명)  | 러시아 (1억 4600만 명)     | 콩고 민주 공화국 (1억 9400만 명) | 탄자니아 (2억 8600만 명)         |
| 10위 | 나이지리아 (9500만 명)     | 멕시코 (1억 2800만 명)     | 방글라데시 (1억 9300만 명)       | 이집트 (2억 2500만 명)           |

## 다른 기관의 예측
2100년까지 계속 인구가 증가할 것이라는 유엔의 전망과 달리, 더 일찍 인구가 정점을 찍고 감소로 돌아설 것이라는 전망도 있다. 2020년 7월 15일, 미국 워싱턴대 의과대학 보건계량분석연구소(IHME)가 영국의 의학지 랜싯에 게재한 논문에 따르면, 세계 인구는 2064년 97억 명으로 정점을 찍고, 2100년 88억 명으로 감소할 것으로 내다봤다. 이렇게 차이가 큰 이유는 바로 출산율에 있는데, 유엔은 한국, 태국, 캐나다, 그리스 등 저출산 국가들의 출산율이 1.75명까지 늘어난다고 예상하였지만, 연구진은 이와 달리 여성의 교육 수준 증가 등의 영향으로 출산율이 낮은 수준으로 머물거나 떨어질 것으로 예측하였다. 또, 2100년 나이지리아 인구가 7억 9100만 명으로, 중국 인구 7억 3200만 명을 상회해 세계에서 두 번째로 인구가 많은 국가가 될 것으로 전망했다.

## 같이 보기
- 인구추계
- 인구 증가
- 인구 과잉
- 출생아순 나라 목록